# Karl Funke
Karl "Kalle" Funke, född 15 mars 1908 i Eds församling, Grums, Värmlands län, död 23 november 1997 i Fässbergs församling, Mölndal, var en svensk bandyspelare.
Kalle Funke var framförallt känd för sin arbetsvilja och stora räckvidd, som gjorde att han var svår att passera. Han spelade även några landskamper. Funke spelade dessutom fotboll för Slottsbrons IF när de låg i näst högsta divisionen.
- Klubbar: Slottsbrons IF, Nynäshamns IF samt Lesjöfors IF (tränare).
- Position: centerhalv
- SM-guld: 1934, 1936, 1938, 1941
- Stor grabb: Nr 60